# Hein Nay San
Hein Nay San (* 21. Februar 1996) ist ein myanmarischer Fußballspieler.

## Karriere

### Verein
Hein Nay San steht seit 2017 beim Yadanarbon FC unter Vertrag. Der Verein aus Mandalay spielt in der höchsten myanmarischen Liga, der Myanmar National League.

### Nationalmannschaft
Hein Nay San spielt seit 2019 in der myanmarischen Nationalmannschaft. Sein Debüt im Nationalteam gab er am 25. März 2019 in einem Freundschaftsspiel gegen Indonesien. Hier stand er in der Startelf und wurde in der 57. Minute für Min Kyaw Khant ausgewechselt.